# Ahizabre
Ahizabre est un village situé au centre-ouest de la Côte d'Ivoire, appartenant au département de Gagnoa dans la région du Gôh.